# ESWE Verkehr

Az ESWE Verkehrsgesellschaft mbH logója

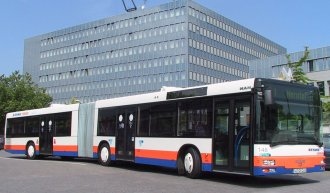
Egy MAN NG 313 tipusú busz az ESWE Verkehrtől

Az ESWE Verkehr Wiesbadennek, Hessen fővárosának, a közlekedési vállalata. A neve Stadtwerke Wiesbaden-ből (városi technikai művek) származik; a Verkehr közlekedést jelent.
2000 óta a város árammal, gázzal és vízzel való ellátását az ESWE Versorgung,  a közlekedést pedig az ESWE Verkehr biztosítja. Ez a kettő egymástól teljesen független cég a régi ESWEből alakult ki, amely állami kézben volt és az energiaellátást és a közlekedést biztosította.
A fogaskerekűt (Nerobergbahn) és a Biebrichi kikötő üzemét is az ESWE Verkehr tartja fenn.
A mai ESWE Verkehr kb. 300 busszal (191 saját plusz a WI-Bus, Sippel és Mester nevű cég járműveivel) 56 vonalon tartja fent a városi tömegközlekedést. A hálózat hosszasága 612 kilométer. Évente több mint 50 millió utas használja az ESWE Verkehr közlekedési ajánlatait.
Villamossal a városi közlekedési vállalat 1955 óta és trolibusszal 1961 óta nem rendelkezik. Ezzel Wiesbaden Hamburg után Németország második nagyvárosa villamoshálozat nélkül.
A három a városban közlekedő HÉV-vonalat a Deutsche Bahn üzemelteti.

## Wiesbaden városi tömegközlekedésének története
- 1875 – lóvasút

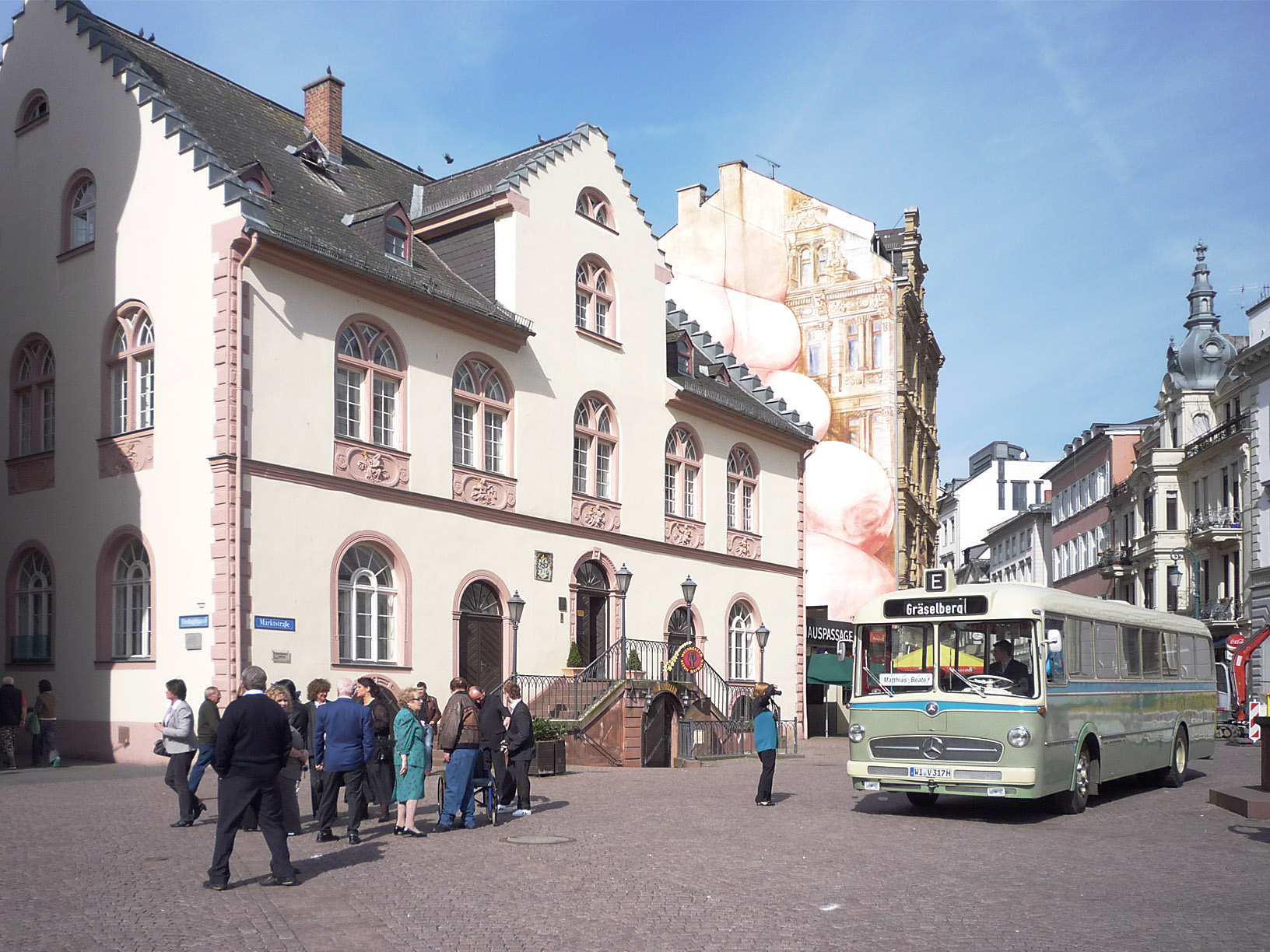
Egy Mercedes Benz O 317-es típusú oldtimer-busz az ESWE Verkehrtől

- 1888 – a Nerobergbahn, egy fogaskerekű üzembe állítása
- 1889 – a lóvasutat felváltja a gőzzel üzemelt vasút
- 1894 – az első elektromos villamos a városban
- 1900 – a gőzvasutat felváltja az elektromos villamos
- 1929 – Wiesbaden az első nagyváros a világon, ahol a belvárosi tömegközlekedés átáll buszüzemre
- 1954 – az első csuklósbuszok járnak a városban
- 1955 – a villamosüzemet teljesen felfüggesztik
- 1961 – a trolibuszt is megszüntetik
- 1968 – kialakítják a világ első buszsávját

## Külső hivatkozások
- eswe-verkehr.de Hivatalos honlap